# Mecistoptera ophiucha
Mecistoptera ophiucha là một loài bướm đêm trong họ Erebidae.